# Viator
Viator község Spanyolországban, Almería tartományban. Lakosainak száma 6271 fő (2024).

## Földrajza
Viator Almería, Huércal de Almería és Pechina községekkel határos.

## Népesség
A település lakosságának változását az alábbi diagram mutatja:
| Lakosok száma | 3634 | 3872 | 4288 | 4860 | 5313 | 5605 | 5699 | 5885 | 6039 | 6271 |
|               | 2001 | 2004 | 2006 | 2009 | 2011 | 2014 | 2016 | 2019 | 2021 | 2024 |